# دجلة سات
دجلة سات (بالإنجليزية: TigriSat) قمر فضائي عراقي انجز بالتعاون مع جامعة لاسبيانزا الإيطالية لدخول بعثة تتكون من موظفي ثلاث وزارت عراقية في دورة لمدة 14 شهرا يمنحون على اثرها درجة الماجستير حول تكنولوجيا الاقمار الصناعية. نتيجة لهذه البعثة أُطْلِق قمر صناعي علمي بحثي تجريبي عراقي بالتعاون مع هذه الجامعة وضمن بعثة يونيسات 6.

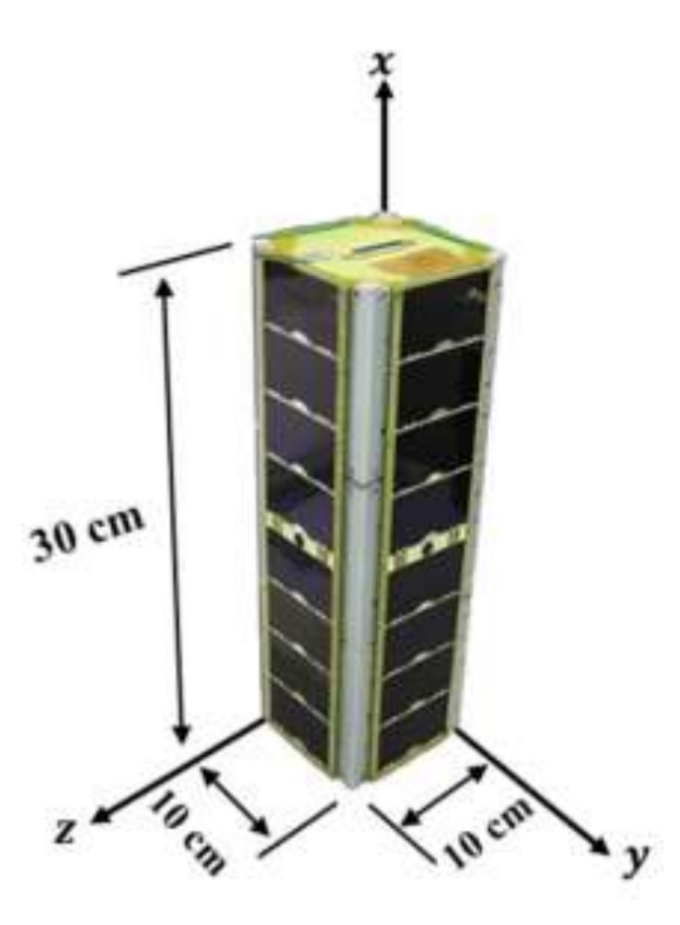
أبعاد القمر دجلة سات.

## معلومات عن القمر
- عمر هذا القمر البحثي الصغير ما يقارب ثلاث سنوات وسيكون في المدار على ارتفاع يبلغ 620 كم عن مستوى سطح الأرض، وبزاوية انحراف 97,97 درجة ضمن مدار بيضوي بانضغاط (0.0059).
- كتلة القمر الصناعي هي 3 كيلو غرام.
- نوعية القمر cubesat.

- طاقة تسيير القمر هي الطاقة الشمسية والبطارية.
- نوع الكاميرا المستخدمة RGB camera.القمر الإصطناعي دجلة سات.مكونات دجلة سات.

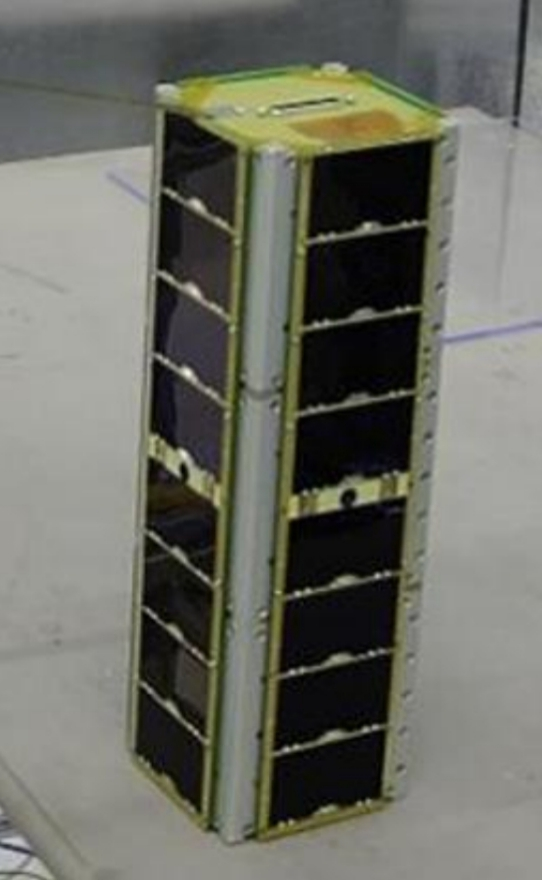
القمر الإصطناعي دجلة سات.

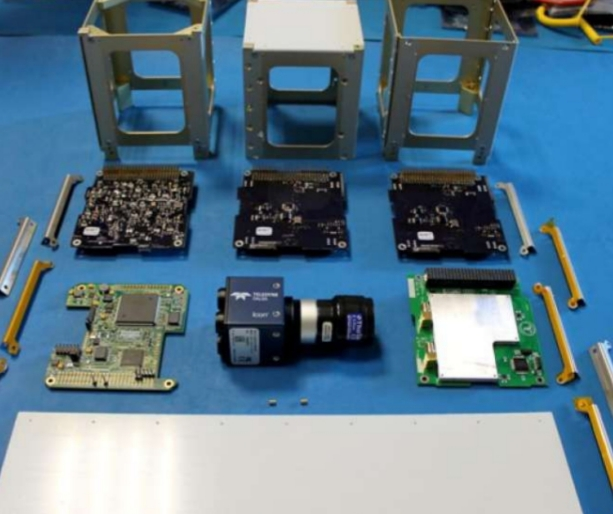
مكونات دجلة سات.

## استخدامات القمر
القمر مخصص للأغراض البحثية في مجال التصحر والغبار. يلتقط القمر صور حية ويرسلها لقاعدة أرضية تأخذ على عاتقها تحليل معطياتها والاستفادة منها". ينقل الصور إلى اثنين من المحطات الأرضية، واحدة تقع في روما وآخر في بغداد.

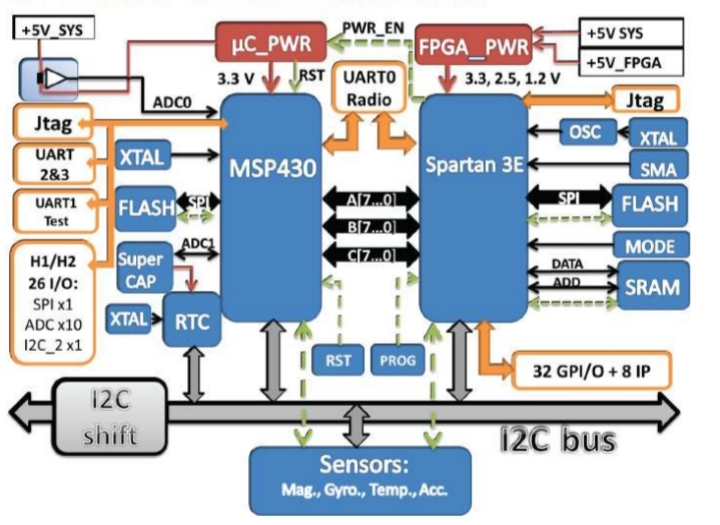
مخطط أنظمة دجلة سات.

## الإطلاق
تم الإطلاق من منطقة يازني الفضائية في جمهورية روسيا الاتحادية وعلى متن الصاروخ دنيبر يوم الخميس الموافق 19/6/2014 في الساعة 7:11:11 مساءً، حسب توقيت غرينتش، أي في الساعة 10:11:11 مساءً حسب توقيت بغداد”.

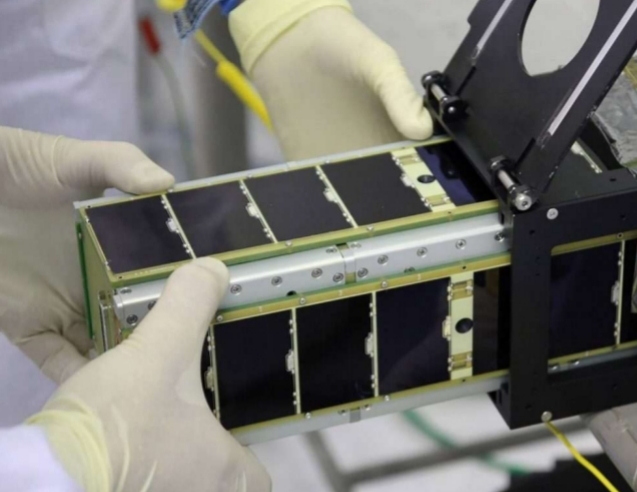
تثبيت القمر دجلة سات في الهيكل إستعدادًا لوضعه داخل وحدة يونيسات-6.

## استلام الإشارة
أعلنت وزارة العلوم والتكنولوجيا11/7/2014، عن تسلم أولى إشارات القمر الاصطناعي العراقي الأول (دجلة)، من قبل المحطة الأرضية المعدة لذلك في بغداد، مؤكدة أن ذلك شجعها على دراسة إمكانية إطلاق قمر «أكبر حجماً».

## تكلفة صناعة القمر الصناعي
أن تكلفة إطلاق القمر الاصطناعي دجلة تبلغ 60 ألف يورو، مبينة أن عمره التشغيلي يبلغ ثلاث سنوات، وأنه تجريبي صنعه طلاب عراقيون درسوا 14 شهراً بجامعة لاسبيانزا الإيطالية، للقيام بالتقاط صور حية وإجراء أبحاث علمية، فضلا عن قضايا التصحر والاتصالات الداخلية للمؤسسات الحكومية.

## أقمار اصطناعية أخرى
أعدت جامعة الكوفة قمر اصطناعي آخر يدعى كوفة سات عام 2012 م من المحتمل إطلاقه في المستقبل.

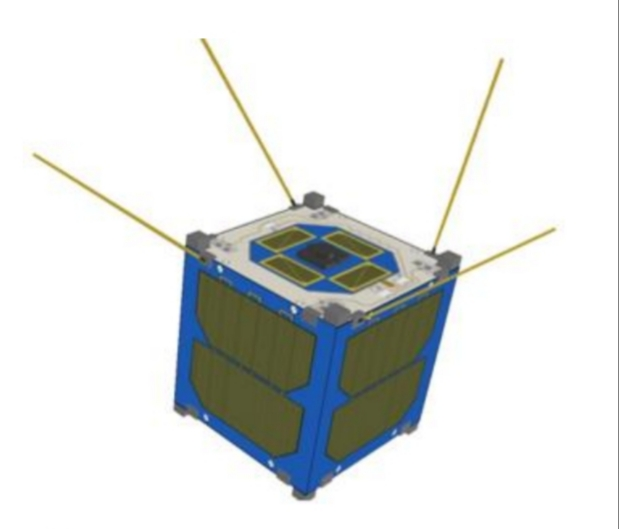
القمر الإصطناعي العراقي كوفة سات.

## وصلات خارجية
1. عراق بريس http://www.iraqpressagency.com/ar/archives/69585
2. صحيفة اخبار العراق http://www.sotaliraq.com/mobile-news.php?id=157276#axzz3GVl2CsTr
3. صفحة القمر على موقع http://space.skyrocket.de/doc_sdat/tigrisat.htm

### للمشاهدة على اليوتيوب
- مكونات التصنيع http://www.youtube.com/watch?v=jY5wIuZM1YY
- التقاط إشارة القمر الصناعي العراقي من قبل أحد هواة الراديو http://www.youtube.com/watch?v=NFCe_rhNhJQ